# Potentilla candicans
Potentilla candicans là loài thực vật có hoa trong họ Hoa hồng. Loài này được Humb. & Bonpl. ex Nestl. miêu tả khoa học đầu tiên năm 1816.